# Underneath (álbum)
Underneath es el cuarto álbum de la banda de hardcore punk Code Orange. Fue lanzado el 13 de marzo de 2020 a través de Roadrunner Records.

## Antecedentes y grabación
El líder Jami Morgan dijo que el álbum "fue una obsesión de 24 horas al día para nosotros durante unos dos años". Esto llevó a Code Orange a cancelar un ciclo de gira europea en 2019, incluida una aparición en el Bloodstock Open Air de Inglaterra, para centrarse únicamente en escribir y grabar. La banda se acercó al prolífico productor y músico Chris Vrenna a través del productor del álbum Nick Raskulinecz, quien ayudó a Eric Balderose en la electrónica, la disposición de las muchas capas de producción y el uso del ruido blanco. Reba Meyers tuvo que readaptar su trabajo de guitarra para imitar instrumentos electrónicos, y también grabó muchos sonidos inusuales que mezcló con samples, formando un "banco" de ellos utilizados en diferentes canciones. Morgan comentó además que escribir Underneath "era como una fábrica... todos [estaban] trabajando para lograr este objetivo".
Mientras hacía el álbum, Morgan habló con regularidad y envió material de Underneath a su amigo Greg Puciato de The Dillinger Escape Plan y Black Queen, quien le dio su opinión al respecto. El cantante fue una de las primeras personas en escuchar el disco, y Morgan lo llamó "mentor".

## Lanzamiento
La banda lanzó videos musicales dirigidos por Max Moore para la canción principal "Underneath" el 10 de enero de 2020 y para la canción "Swallowing the Rabbit Whole" el 7 de febrero de 2020. El tercer sencillo, "Sulfur Surrounding", con un video animado y dirigido por Eric Balderose de la banda, fue lanzado el 9 de marzo.
El 14 de marzo de 2020, Code Orange realizó un concierto de lanzamiento de álbum transmitido en vivo en un lugar vacío en Twitch debido a la pandemia de COVID-19. Más tarde, la actuación se lanzó oficialmente en YouTube y en un DVD de edición limitada.
El 7 de junio, la banda tocaron "Underneath" en NXT TakeOver: In Your House ya que era el tema principal oficial.

## Recepción crítica
Underneath fue recibido con una aclamación crítica. En Metacritic, que asigna una calificación normalizada de 100 a sus publicaciones, el álbum recibió un puntaje promedio de 84, que indica «reconocimiento universal», basado en 9 reseñas. El álbum también recibió un puntaje promedio de 8.0 de 10 en AnyDecentMusic?.

## Lista de canciones
| Underneath track listing |                               |          |  |
| N.º                      | Título                        | Duración |  |
| 1.                       | «(deeperthanbefore)»          | 1:14     |  |
| 2.                       | «Swallowing the Rabbit Whole» | 3:48     |  |
| 3.                       | «In Fear»                     | 3:21     |  |
| 4.                       | «You and You Alone»           | 3:06     |  |
| 5.                       | «Who I Am»                    | 3:46     |  |
| 6.                       | «Cold.Metal.Place»            | 3:04     |  |
| 7.                       | «Sulfur Surrounding»          | 3:47     |  |
| 8.                       | «The Easy Way»                | 4:26     |  |
| 9.                       | «Erasure Scan»                | 2:33     |  |
| 10.                      | «Last Ones Left»              | 3:09     |  |
| 11.                      | «Autumn and Carbine»          | 3:28     |  |
| 12.                      | «Back Inside the Glass»       | 2:35     |  |
| 13.                      | «A Sliver»                    | 4:37     |  |
| 14.                      | «Underneath»                  | 4:39     |  |

## Personal
| Code Orange - Eric Balderose: voz, guitarra, sintetizador - Reba Meyers: voz, guitarra - Joe Goldman: bajo - Dominic Landolina: voz, guitarra - Jami Morgan: batería, voz Músicos adicionales - Nicole Dollanganger: voces adicionales en "(deeperthanbefore)", "Swallowing The Rabbit Hole", "Cold.Metal.Place" - Chris Vrenna: programación adicional | Producción - Nick Raskulinecz: productor - Will Yip: coproductor, ingeniero, mezcla |

## Posicionamiento en lista
| Lista (2020)                           | Posiciones |
| -------------------------------------- | ---------- |
| Alemania (Media Control Charts)        | 80         |
| Bélgica (Ultratop valona)              | 161        |
| Portugal (AFP)                         | 27         |
| Escocia (Scottish Albums Chart)        | 18         |
| Spanish Albums (PROMUSICAE)            | 56         |
| Reino Unido (UK Albums Chart)          | 90         |
| Estados Unidos (Billboard 200)         | 155        |
| Estados Unidos (Top Tastemaker Albums) | 2          |
| Estados Unidos (Top Hard Rock Albums)  | 6          |